# Tát Ngà
Tát Ngà là một xã thuộc tỉnh Tuyên Quang, Việt Nam.

## Địa lý
Xã Tát Ngà có vị trí địa lý:
- Phía đông giáp xã Cán Chu Phìn và xã Khâu Vai
- Phía tây giáp xã Nậm Ban và xã Tả Lủng
- Phía nam giáp xã Niêm Sơn
- Phía bắc giáp thị trấn Mèo Vạc và xã Cán Chủ Phìn.

Xã Tát Ngà có diện tích 40,70 km², dân số năm 2019 là 3.589 người, mật độ dân số đạt 88 người/km².
Trên địa bàn xã có nhiều khe suối nhỏ như Tác Ngà, Pác Dầu. Có tuyến đường nối thẳng từ thị trấn Mèo Vạc đến trung tâm xã.

## Hành chính
Xã Tát Ngà được chia thành 17 thôn: Tát Ngà, Thăm Nong, Nà Sang, Lủng Vải, Bản Chiều, Pác Dầu, Nhừ Lủng 1, Nhừ Lủng 2, Nà Trào, Khẩu Loai, Nà Dầu, Đồng A, Vi Pi, Chi Lử Dung, Vi Pục, Tru Tình, Lũng Hầu.

## Lịch sử
Trước đây, Tát Ngà là một xã thuộc huyện Đồng Văn.
Ngày 5 tháng 7 năm 1961, Hội đồng Chính phủ ban hành Quyết định số 91-CP về việc thành lập xã Tát Ngà huyện Đồng Văn trên cơ sở một phần diện tích và dân số của xã Niêm Sơn.
Ngày 15 tháng 12 năm 1962, Hội đồng Chính phủ ban hành Quyết định số 211-CP về việc thành lập huyện Yên Minh trên cơ sở tách xã Tát Ngà thuộc huyện Đồng Văn.
Ngày 21 tháng 10 năm 1982, Hội đồng Bộ trưởng ban hành Quyết định 179/HĐBT về việc tách xã Tát Ngà của huyện Yên Minh để sáp nhập vào huyện Mèo Vạc.